# Emma García García
Emma García García (13 de enero de 1999) es una deportista española que compite en natación sincronizada.
Ganó tres medallas en el Campeonato Mundial de Natación, en los años 2022 y 2023, y seis medallas en el Campeonato Europeo de Natación entre los años 2018 y 2024. En los Juegos Europeos de Cracovia 2023 consiguió una medalla de plata.

## Palmarés internacional
| Campeonato Mundial | Campeonato Mundial    | Campeonato Mundial | Campeonato Mundial |
| Año                | Lugar                 | Medalla            | Prueba             |
| ------------------ | --------------------- | ------------------ | ------------------ |
| 2022               | Budapest (Hungría)    | Medalla de bronce  | Rutina especial    |
| 2023               | Fukuoka (Japón)       | Medalla de plata   | Dúo técnico mixto  |
| 2023               | Fukuoka (Japón)       | Medalla de bronce  | Dúo libre mixto    |
| Juegos Europeos    |                       |                    |                    |
| Año                | Lugar                 | Medalla            | Prueba             |
| 2023               | Oświęcim (Polonia)    | Medalla de plata   | Dúo técnico mixto  |
| Campeonato Europeo |                       |                    |                    |
| Año                | Lugar                 | Medalla            | Prueba             |
| 2018               | Glasgow (Reino Unido) | Medalla de bronce  | Combinación libre  |
| 2021               | Budapest (Hungría)    | Medalla de plata   | Dúo técnico mixto  |
| 2021               | Budapest (Hungría)    | Medalla de plata   | Dúo libre mixto    |
| 2022               | Roma (Italia)         | Medalla de plata   | Dúo técnico mixto  |
| 2022               | Roma (Italia)         | Medalla de plata   | Dúo libre mixto    |
| 2024               | Belgrado (Serbia)     | Medalla de oro     | Dúo libre mixto    |